# Lycée Edmond-Perrier
Le lycée Edmond-Perrier est un établissement d'enseignement général et technique, secondaire et supérieur, situé à Tulle, en Corrèze. Il est dédié au zoologiste Edmond Perrier, né à Tulle en 1844. Il a été construit par Anatole de Baudot, et offre de nombreuses ressemblances avec le lycée Lakanal de Sceaux, dû au même architecte.
Sa devise est "Sunt rupes virtutis iter", identique à celle de Tulle qui signifie "Les difficultés sont le chemin de la vertu".

## Histoire

### Le collège de Tulle (1567-1883)
Le lycée Edmond-Perrier a succédé au collège de Tulle, dont la création date de 1567. À partir de 1620, le collège fut administré par les jésuites, puis ce fut au tour des Théatins de le gérer à partir 1764 jusqu'en 1791.

### Le lycée de Tulle (1883-1923)
Une délibération du conseil municipal du 2 avril 1878 propose l’idée de la transformation du collège en lycée.
Le décret du 20 mars 1883, signé de la main du président de la République Jules Grévy, atteste de la création du lycée de Tulle. Les bâtiments dus à l'architecte Anatole de Baudot sont inaugurés le 1er octobre 1887.
En 1892 est créée une Amicale des Anciens élèves du lycée de Tulle qui sera étoffée en 1937 d'une antenne parisienne.
Le 4 août 1914, trois jours seulement après le début de la Première Guerre mondiale, le lycée sert de caserne au 300e Régiment d'infanterie. Une semaine plus tard, il se transforme en hôpital militaire et reçoit ses premiers blessés le 26 août. En octobre 1916, il redevient un lieu d'enseignement et d'étude.

### Le lycée Edmond-Perrier (depuis 1923)

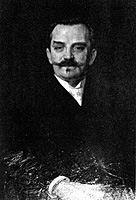
Edmond Perrier.

Le lycée de Tulle prend en 1923 le nom de lycée Edmond-Perrier, en l’honneur du zoologiste Edmond Perrier, décédé deux ans plus tôt et qui fut élève au Collège de Tulle.
De 1945 à nos jours, le lycée connut trois incendies dont le plus important en mai 1967. Heureusement, la façade du lycée ne fut jamais atteinte par les flammes. 
Le lycée accueille aujourd'hui environ 1100 élèves, répartis dans les filières générales (S, ES, L) et technologiques (STG) de l'enseignement secondaire, ainsi que des filières d'enseignement supérieur : BTS CGO (Comptabilité et gestion des organisations) et NRC (Négociation et Relation Client) ainsi que des classes préparatoires scientifiques aux grandes écoles (PCSI et PC).

### Classement du lycée
En 2015, le lycée se classe 3e sur 9 au niveau départemental quant à la qualité d'enseignement, et 665e au niveau national. Le classement s'établit sur trois critères : le taux de réussite au bac, la proportion d'élèves de première qui obtient le baccalauréat en ayant fait les deux dernières années de leur scolarité dans l'établissement, et la valeur ajoutée (calculée à partir de l'origine sociale des élèves, de leur âge et de leurs résultats au diplôme national du brevet).

### Classement des CPGE
Le classement national des classes préparatoires aux grandes écoles (CPGE) se fait en fonction du taux d'admission des élèves dans les grandes écoles. En 2023, L'Étudiant donnait le classement suivant pour les concours de 2022 :
| Filière | Élèves admis dans une grande école* | Taux d'admission* | Taux moyen sur 5 ans | Classement national | Évolution sur un an |
| --- | ----------------------------------- | ----------------- | -------------------- | ------------------- | ------------------- |
| PC / PC* | 1 / 20 élèves                       | 5 %               | 5,1 %                | 93e sur 108         | =                   |
| Source : Classement 2023 des prépas - L'Étudiant (Concours de 2022). * le taux d'admission dépend des grandes écoles retenues par l'étude. En filières scientifiques, c'est un panier de 11 à 28 écoles d'ingénieurs qui a été retenu par L'Étudiant en filière PC selon les années. |                                     |                   |                      |                     |                     |

## Anciens élèves

### Collège de Tulle
- Etienne Baluze (Tulle le 24 novembre 1630 - Paris le 20 juillet 1718), historiographe, bibliothécaire et juriste.
- Edmond Perrier (Tulle le 9 mai 1844 - Paris 31 juillet 1921), zoologiste de renommée internationale.
- Rémy Perrier (Tulle le 14 juin 1861 - Chaunac le 27 juin 1936), zoologiste et frère d'Edmond.

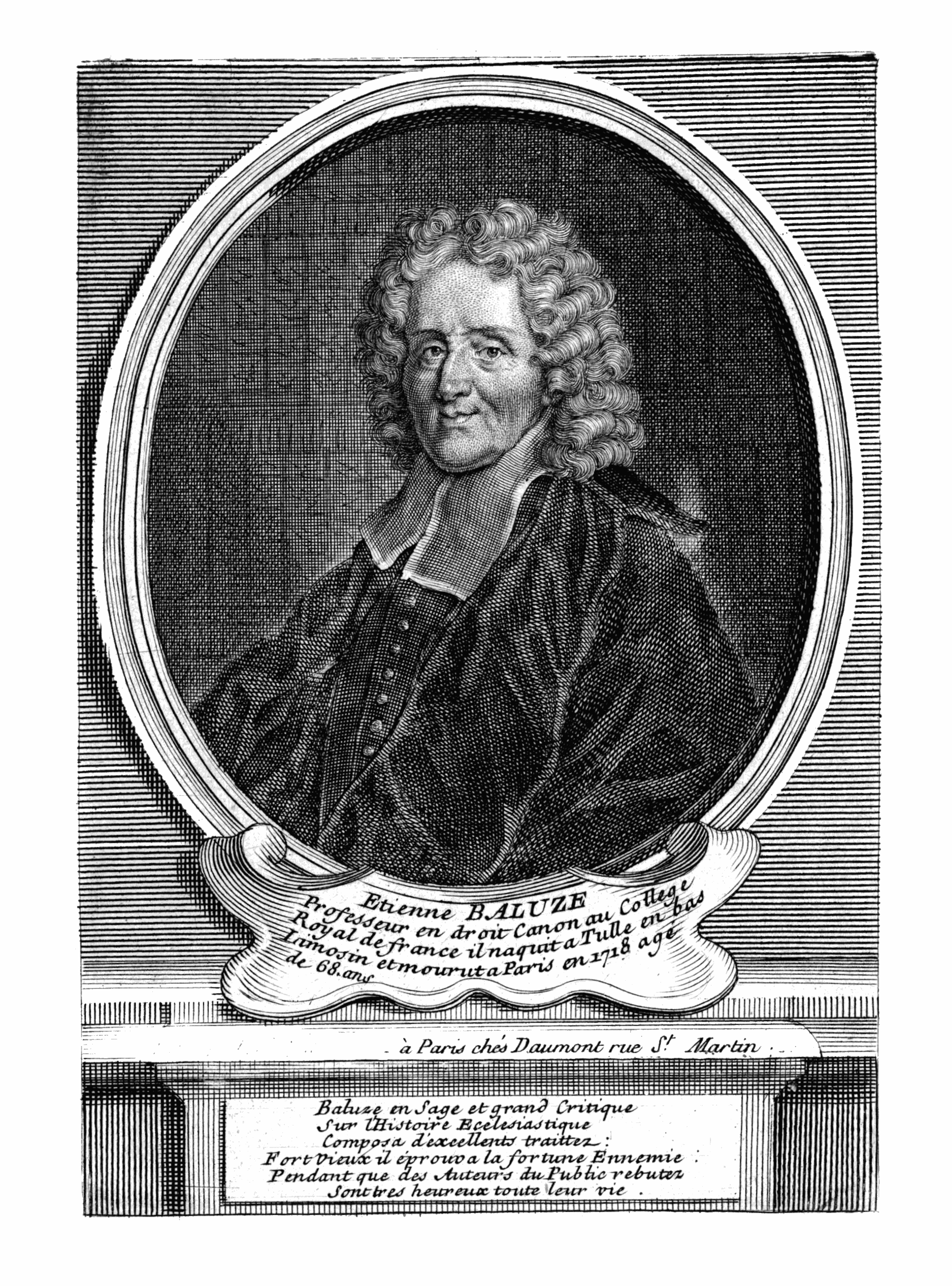
Etienne Baluze.
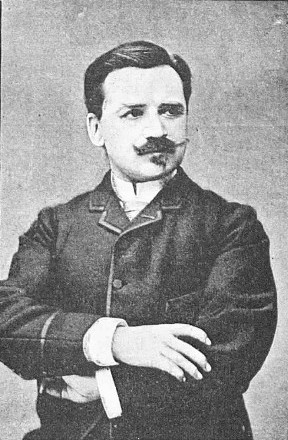
Edmond Perrier.

### Lycée de Tulle
- Henri Queuille (Neuvic (Corrèze) le 31 mars 1884 - 15 juin 1970), qui fut président du Conseil sous la IVe République.

### Lycée Edmond-Perrier
- Éric Rohmer (1920-2010), cinéaste (de son vrai nom Maurice Schérer, frère de René)[4].
- René Schérer[5] (né à Tulle en 1922), philosophe, professeur émérite à l'Université de Paris VIII et frère d'Éric Rohmer[4].
- Marcel Conche[6] (né le 27 mars 1922 à Altillac), philosophe et professeur émérite à la Sorbonne.
- Benoît Mandelbrot[7] (né le 20 novembre 1924 à Varsovie et bachelier au lycée en 1941), mathématicien qui a développé un nouveau paradigme : les fractales.
- René Teulade (1935-2014), ancien ministre des Affaires sociales et de l'Intégration, ancien sénateur
- Robert Joudoux (né le 15 avril 1939 à Brive-la-Gaillarde), écrivain et historien, directeur de la revue Lemouzi, qui a été élève puis professeur au lycée.
- Jean-Jacques Aillagon (né en 1946), professeur d'Histoire-Géographie au lycée de 1973 à 1976, ancien ministre de la Culture et de la Communication, et ancien directeur du château de Versailles.
- Jean Boutier (né le 26 mars 1953 à Tulle), historien, ancien membre de l'École française de Rome, directeur d'études à l'EHESS (pôle régional de Marseille).
- Nicole Chappe (née le 23 mars 1956 à Tulle), écrivain.
- Marie-Anne Montchamp (née en 1957), députée du Val-de-Marne et ancienne secrétaire d'État à la solidarité et aux cohésions sociales.
- Bernard Combes (né en 1960), maire de Tulle et CPE au lycée de 1992 à 2000.
- Christophe Vergnaud (né en 1970), écrivain et professeur de philosophie au lycée.
- Pierre-Yves Bournazel (né en 1977), conseiller de Paris et conseiller régional d'Île-de-France.
- Christophe Jerretie (né en 1979), député de la Corrèze.

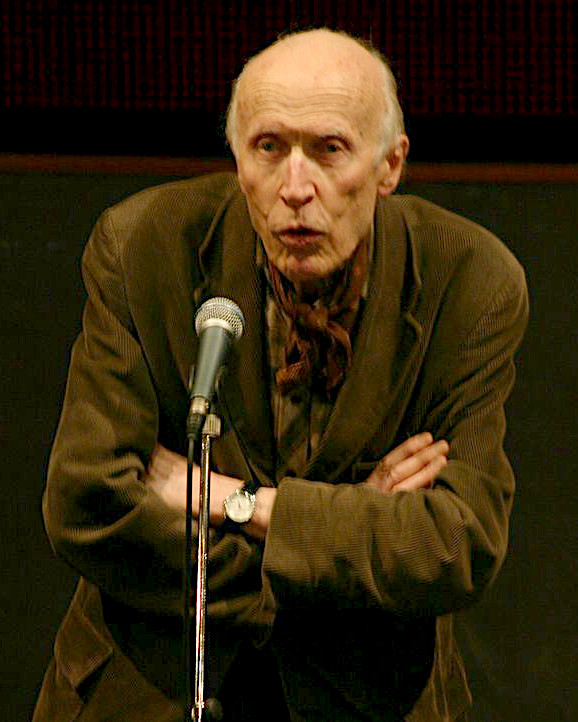
Éric Rohmer.
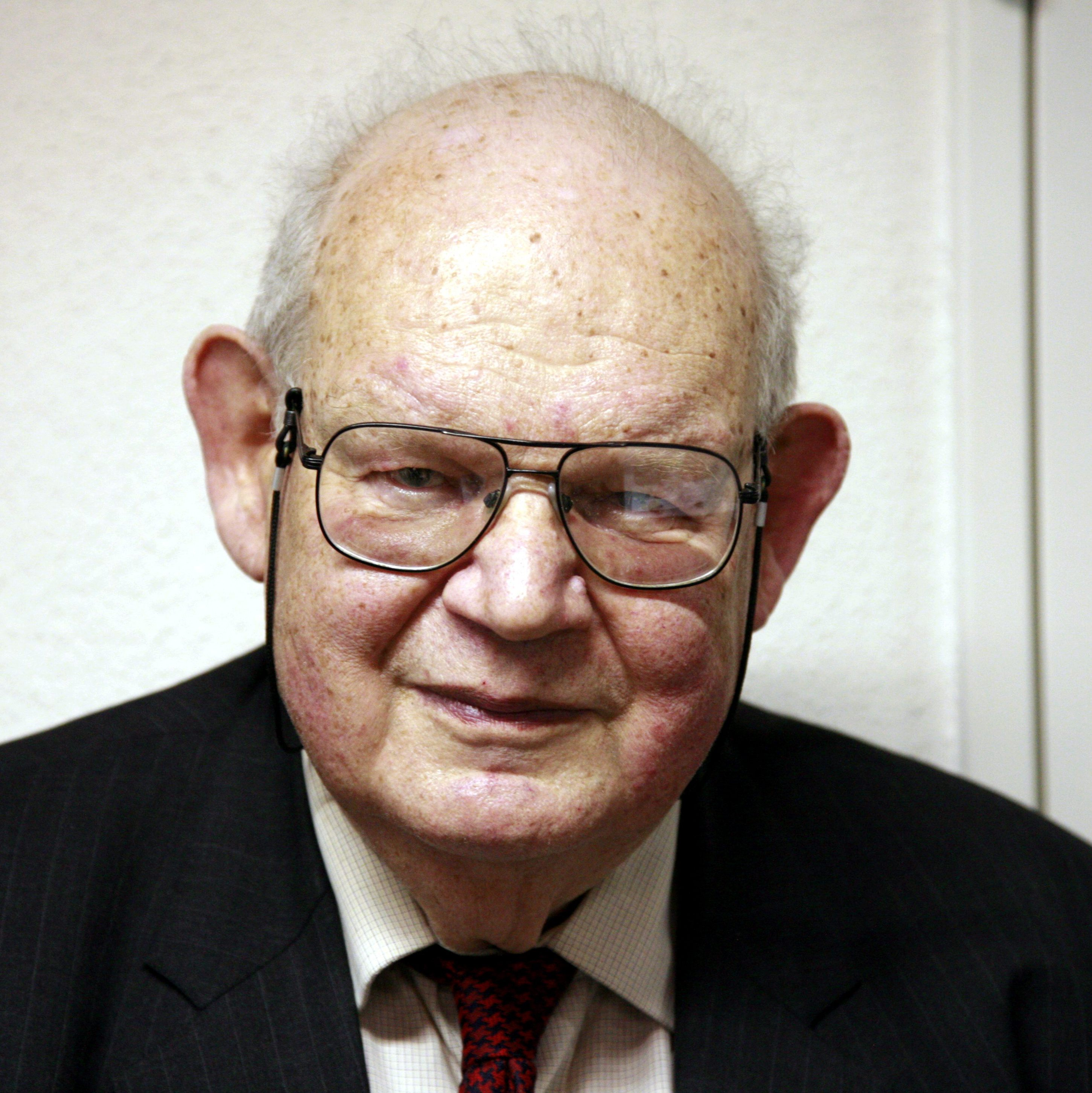
Benoît Mandelbrot.
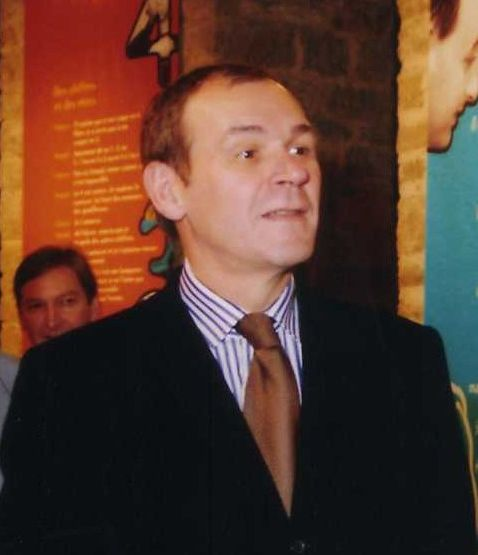
Jean-Jacques Aillagon.
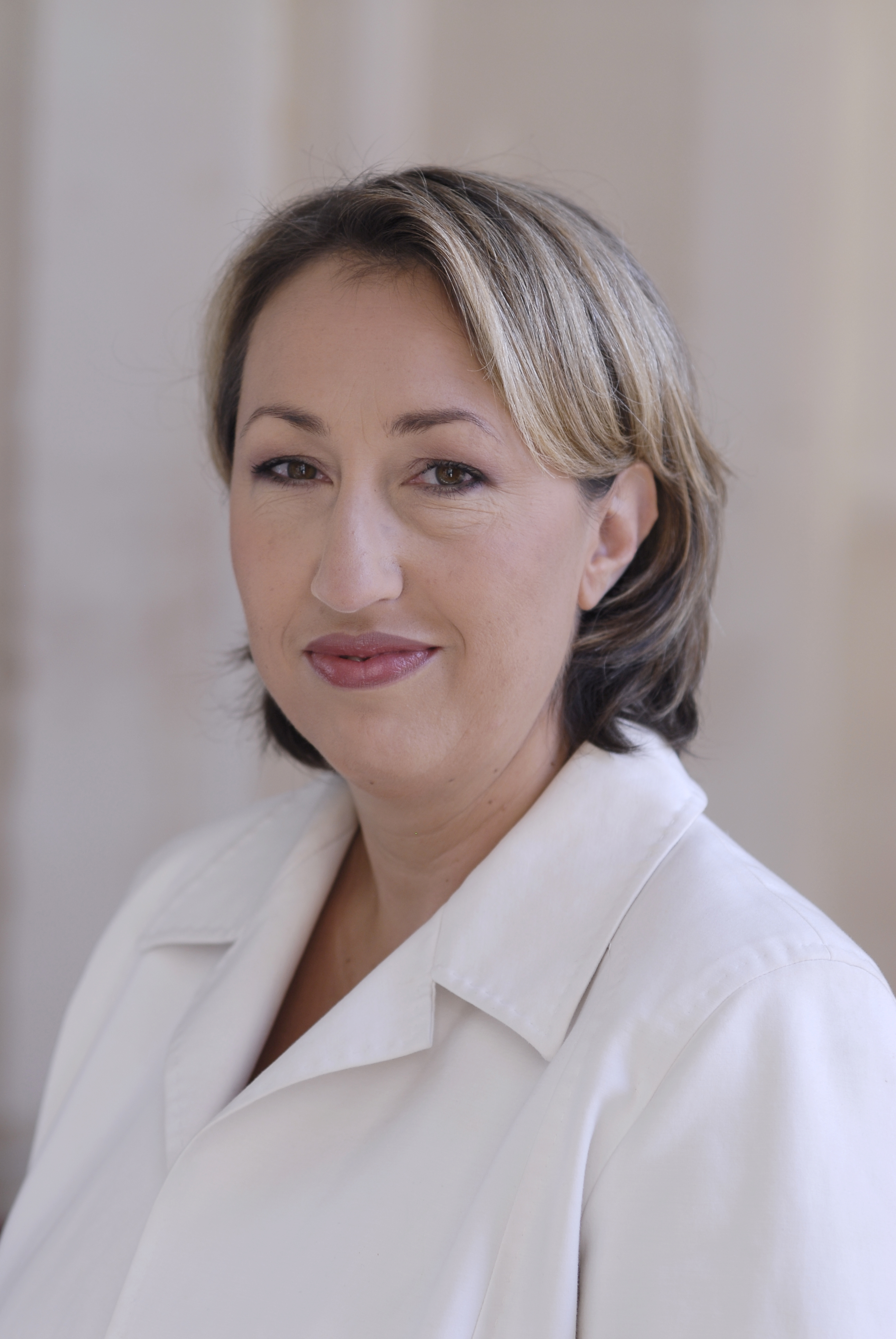
Marie-Anne Montchamp.